# Quinto Beatle

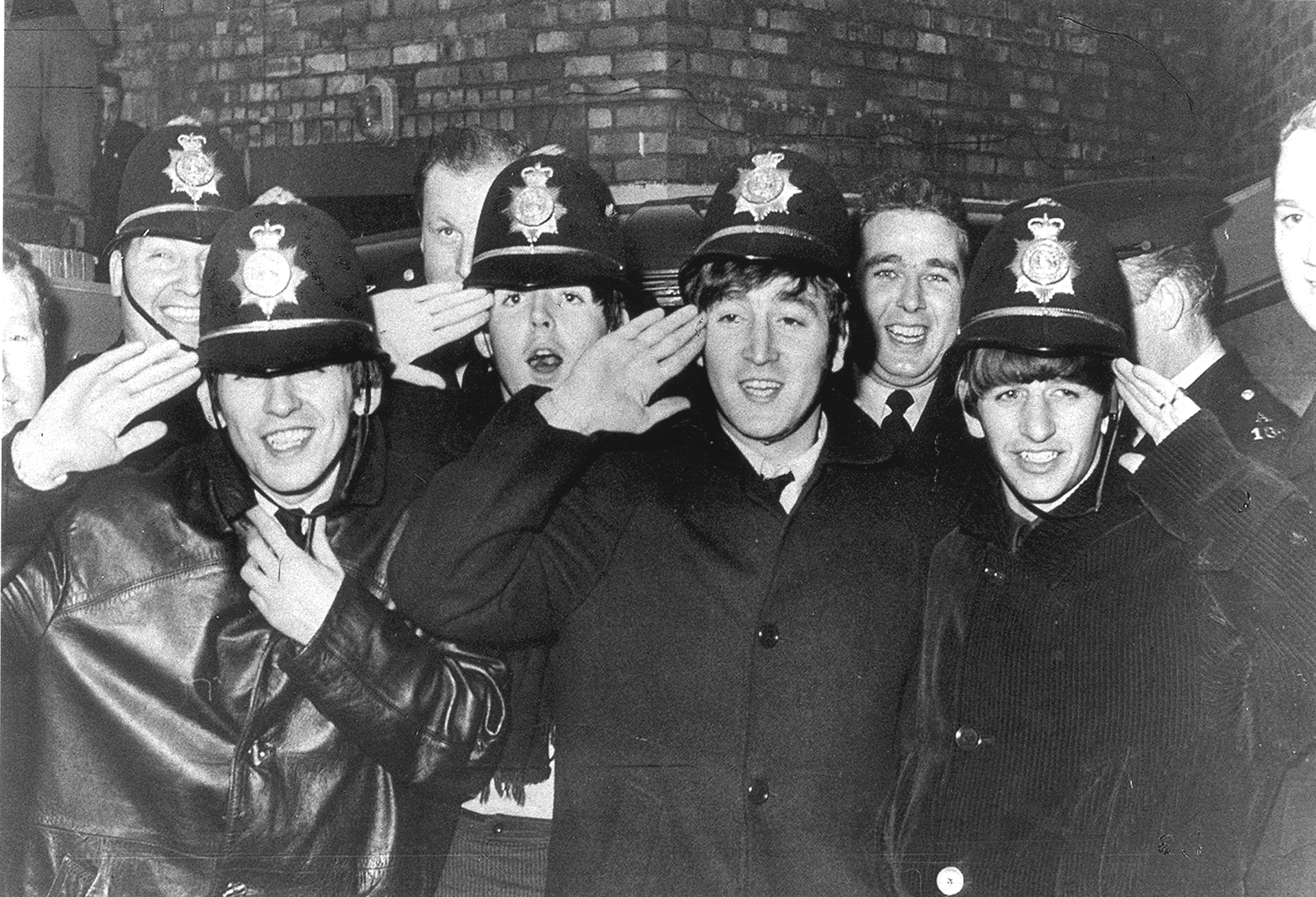
Os Beatles durante a década de 1960

Quinto Beatle é um título informal utilizado pela imprensa musical internacional e por membros da industria de variedades para designar pessoas que foram, em algum momento da existência do grupo britânico de rock The Beatles: membros temporários da banda (Pete Best, Stuart Sutcliffe, Andy White, e Jimmy Nicol) ou tiveram uma associação suficientemente forte com os seus membros para receberem tal título. O termo tem existido desde que a banda experimentou sua meteórica ascensão global na década de 60, se tornando uma referência incontornável na música e no universo pop.
Os próprios componentes originais do grupo jamais chegaram a um consenso sobre quem seria o Quinto Beatle, ou mesmo se tal título poderia ser atribuído a alguém. George Harrison afirmou em 1988 que só houve dois quintos Beatles: Derek Taylor e Neil Aspinall (referindo-se ao relações públicas da banda, e ao gerente de turnês e diretor executivo do grupo respectivamente). Em 1997 Paul McCartney afirmou que: "se houve um quinto Beatle, ele foi o nosso agente Brian Epstein.". Entretanto, na ocasião da morte de George Martin, em 2016, reavaliou seu julgamento afirmando que, se alguém mereceu o titulo de quinto Beatle foi ele". John Lennon era ácido a respeito do tema, declarando em 1970 que "Eu não sou os Beatles. Eu sou eu mesmo. Paul não é os Beatles. Brian Epstein não era os Beatles, nem Dick James. Os Beatles eram os Beatles."

## Membros provisórios da banda

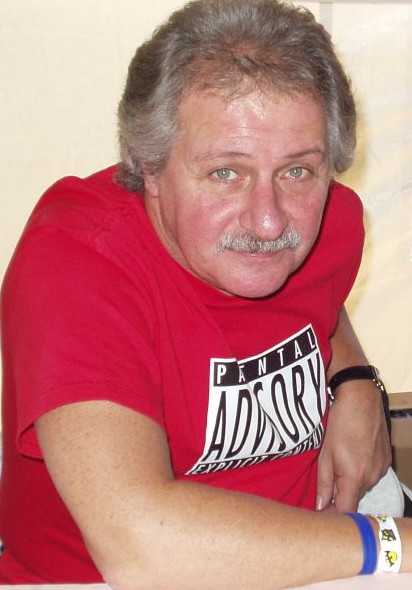
Pete Best em 2005

Em algum momento da existência do conjunto, alguns músicos estiveram presentes na formação da banda, tendo tocado junto com o grupo seja em apresentações ao vivo, seja participado de algum registro em estúdio.

### Pete Best
Pete Best é o baterista original dos Beatles e foi chamado de o Quinto Beatle. Tocou com a banda durante o tempo em que eram uma atração musical de clubes underground em Liverpool e Hamburgo, na Alemanha. Randolph Pete Best continuaria com a banda até 1962, quando foi substituído por Ringo Starr.

### Stuart Sutcliffe
Stuart Sutcliffe foi o baixista dos Beatles quando a banda existiu como um quinteto, tendo Paul McCartney sido relocada como terceiro guitarrista. Ele tocou com a banda no período em que estiveram vivendo e trabalhando em clubes na cidade portuária de Hamburgo. Quando a banda retornou para Liverpool em 1961, Stuart permaneceu em Hamburgo. Ele morreria na Alemanha no ano seguinte, vítima de uma hemorragia cerebral. Seria muitas vezes chamado de Quinto Beatle.
Sutcliffe foi um pintor talentoso, mas em comparação com os outros membros, suas habilidades musicais foram descritas como "inadequadas", sendo o seu envolvimento com o grupo principalmente uma consequência de sua estreita relação de amizade com Lennon. Entretanto Stuart foi decisivo na criação da imagem do grupo, pois foi ele quem adotou primeiro o célebre corte de cabelo moptop, que segundo sua namorada Astrid Kirchherr, era uma homenagem ao estilo capilar do amigo em comum Klaus Voormann, que anos mais tarde realizaria a arte de capa do álbum Revolver, dos Beatles. Stuart foi homenageado pelos camaradas de banda figurando como um dos personagens da capa do disco Sgt Pepper's Lonely Hearts Club Band.

### Andy White
Andy White é o baterista escocês que gravou com os Beatles o primeiro single da banda, Love me do, além da canção Ps I love you, que figurava no lado B. Em Setembro de 1962, White recebeu uma ligação do assistente de produção Ron Richards solicitando uma seção de gravação no EMI Studios de Abbey Road, em Londres. O produtor George Martin não estava satisfeito com a versão de Love me do tocada por Ringo. No dia 11 do mesmo mês a banda regravou a canção com Andy, enquanto Ringo tocou apenas um pandeiro ao fundo. White recebeu a quantia de apenas 5 libras pelo trabalho, que incluiu a utilização de seu próprio kit de bateria, que foi transportado ao estúdio pelo próprio. Ele jamais recebeu algum royalty pela venda dos compactos e álbuns resultantes da seção.
Esta seria a única vez em que o baterista tocaria com os Beatles, mas o suficiente para colocá-lo nos "livros de história", tornando-o uma das pessoas a receberem a distinção de ser chamada de Quinto Beatle.

### Jimmy Nicol

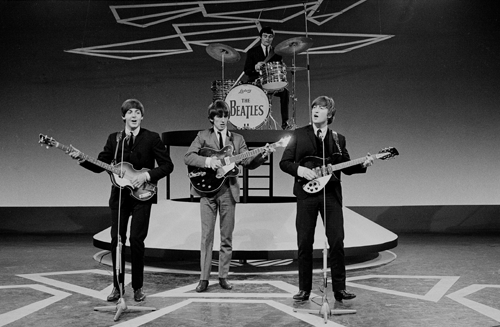
Os Beatles apresentando-se com Jimmy Nicol em 1964

Um dia antes dos Beatles saírem em turnê, em 3 de Junho de 1964, pela Escandinávia, Holanda e Austrália, Ringo Starr foi vítima de uma faringite que o levou a ser hospitalizado. Em cima da hora, e sem possibilidades para adiar os compromissos, George Martin sugeriu um baterista de estúdio para substituir Ringo, seria ele Jimmy Nicol, então com 24 anos. Apesar da relutância dos outros três Beatles em partir sem Ringo (sobretudo de Harrison), a turnê prosseguiu. Jimmy já estava familiarizado com as músicas do grupo, tendo tocado bateria numa compilação denominada Beatlemania; e após ter recebido um corte de cabelo "Beatle" partiu com o grupo.
Depois de recuperado, Ringo voltou para a banda no dia 15 de Junho em Melbourne, Austrália. Pela sua contribuição, Jimmy Nicol recebeu 500 libras esterlinas e um relógio de ouro Eternamatic com a gravação "From the Beatles and Brian Epstein to Jimmy - with appreciation and gratitude". Nas palavras do próprio Jimmy: "Os rapazes foram muito gentis mas eu me sentia como um intruso. Eles me aceitaram, mas não se pode entrar assim num grupo como aquele -- eles têm sua própria atmosfera, seu próprio senso de humor. Algo que não é fácil para alguém de fora se adaptar."
Ele também ficou conhecido por ter "contribuído" para a música "Getting Better", que viria a ser lançada em 1967 no álbum Sgt. Pepper's Lonely Hearts Club Band, não em termos de composição, mas pela sua típica resposta "It's getting better" toda vez que um dos três Beatles lhe perguntava como estava indo

O alemão Klaus Voormann tocou com os Beatles e desenhou a capa do disco clássico Revolver

### Klaus Voormann
O artista multimídia alemão Klaus Voormann tocou contrabaixo com os Beatles brevemente durante os primórdios da banda, em clubes de Hamburgo, depois que Stuart Sutcliffe deixou o grupo para frequentar uma escola de arte na mesma cidade. Anos mais tarde, na ocasião da ruptura da banda, Paul McCartney foi o primeiro a deixar o grupo. Cogitou-se a entrada de Klaus como substituto. Após o fim definitivo do grupo, ele tocou em cada disco solo gravado por Lennon, Harrison, e Ringo Starr.
Foi Klaus Voormann quem desenhou a capa do disco clássico Revolver dos Beatles, premiado com o Grammy de melhor trabalho gráfico de 1966. Segundo a revista especializada em música popular Billboard, é a pessoa que mais legitimamente poderia ser chamada de Quinto Beatle.

## Músicos associados e parceiros musicais

### Tony Sheridan

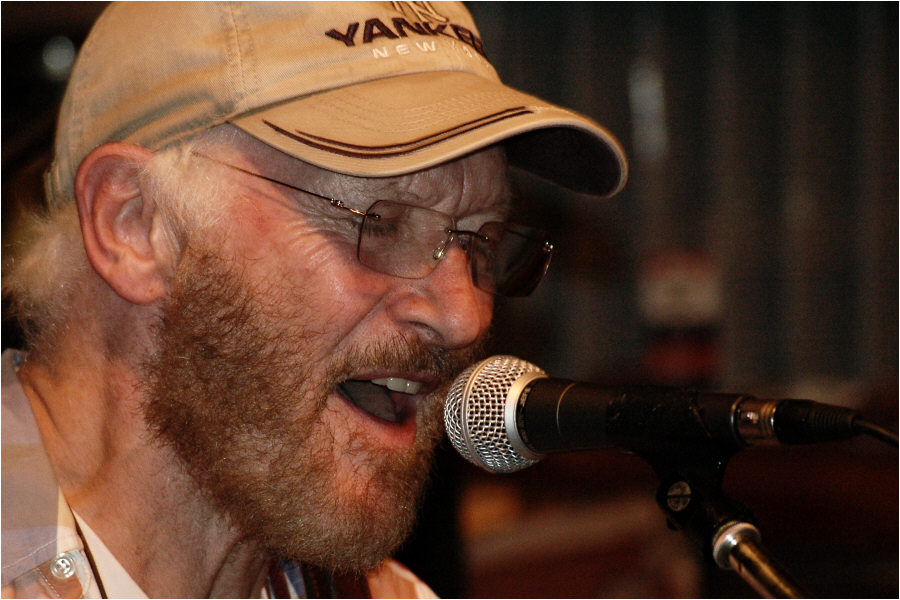
Tony Sheridan em 2004

Tony Sheridan também é chamado eventualmente de Quinto Beatle. No período em que trabalhou em Hamburgo entre 1960 e 1963, o artista empregou diversas bandas de apoio. Em 1961 os Beatles (Lennon, McCartney, Harrison, e Pete Best), trabalharam junto com Tony. O agente do selo Polydor da Alemanha, Bert Kaempfert havia assistido a parceria ao vivo, e sugeriu que fizessem algumas gravações juntos. Nesse momento Sheridan era um nome maior, e os Beatles seriam apenas a banda de apoio. Em 1962 o single (gravado em parceria) "My Bonnie"/"The Saints" chegou à posição 5 da hit parade. A Polydor lançou então o álbum My Bonnie na Alemanha. A palavra "Beatles" soava muito parecida com a palavra alemã "Pidels" (peedles), o plural de uma expressão popular que designa o órgão sexual masculino. Por isso o disco foi chamado de "Tony Sheridan and The Beat Brothers". Depois que os Beatles foram ganhando fama, o disco foi re-lançado no Reino Unido com os créditos alterados para "Tony Sheridan and The Beatles".

### Billy Preston

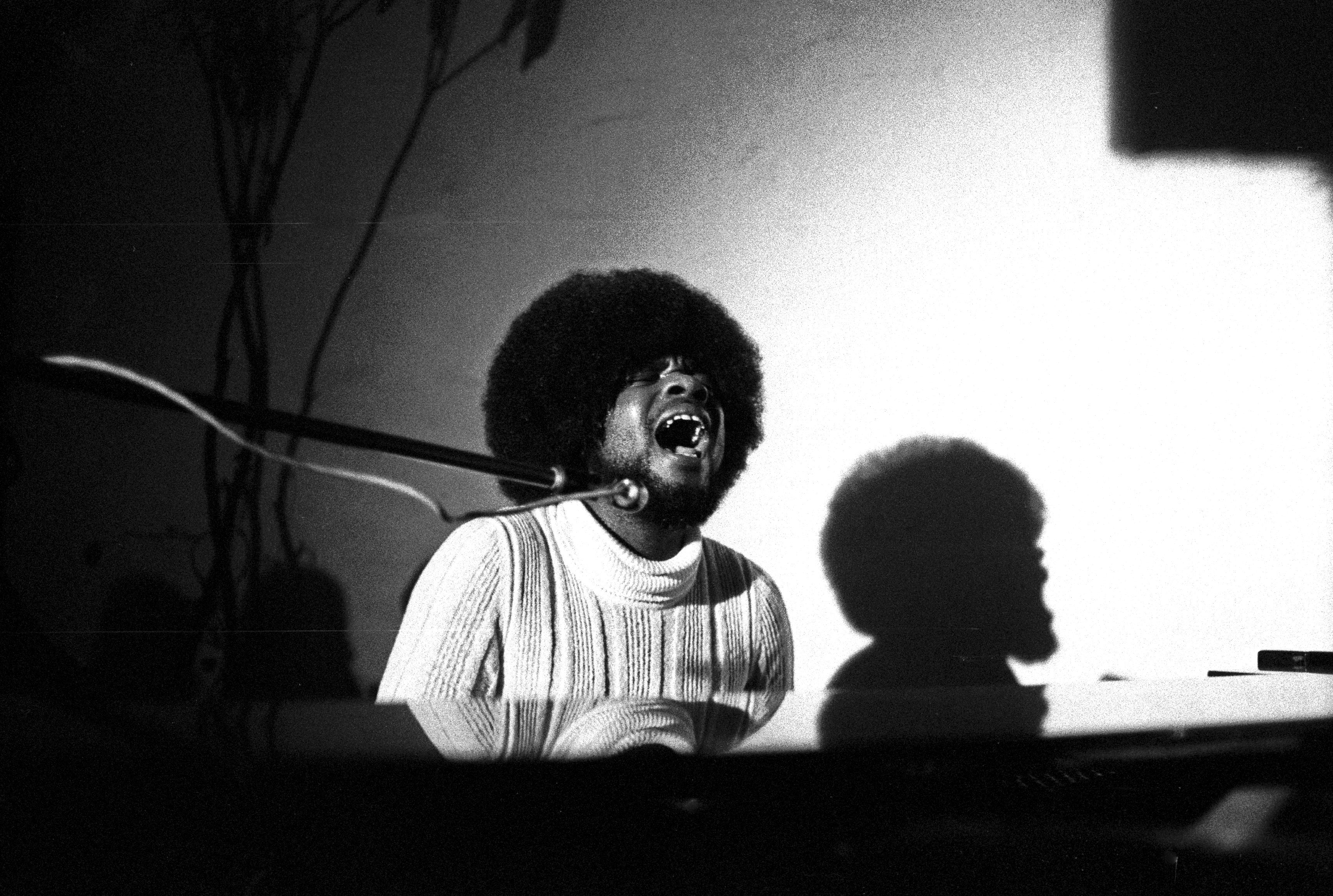
Billy Preston, o "Black Beatle", em 1971.

O pianista americano Billy Preston também recebeu o título de quinto Beatle, e também de "Black Beatle". Além de Sheridan, Preston foi o único músico a receber crédito em um single dos Beatles, a saber, "Get Back". Preston também tocou com o quarteto em "Let It Be", "I Want You (She's So Heavy)" e "Don't Let Me Down". Preston  havia sido apresentado aos Beatles no início da década de 1960 mas não trabalharia com o quarteto até 1969, quando Harrison o convidou para alguns registros, a fim de dissipar as tensões dentro da banda. Lennon certa vez sugeriu que Preston fosse admitido como membro do grupo, até mesmo empregando o termo Quinto Beatle, que no caso seria usado como termo oficial, porém os demais membros recusaram a ideia.
Preston tocou com os Beatles durante a apresentação de 42 minutos, no teto da gravadora Apple em 30 de Janeiro de 1969, interrompida pela polícia, no que seria o ultimo concerto público da banda.

### Yoko Ono

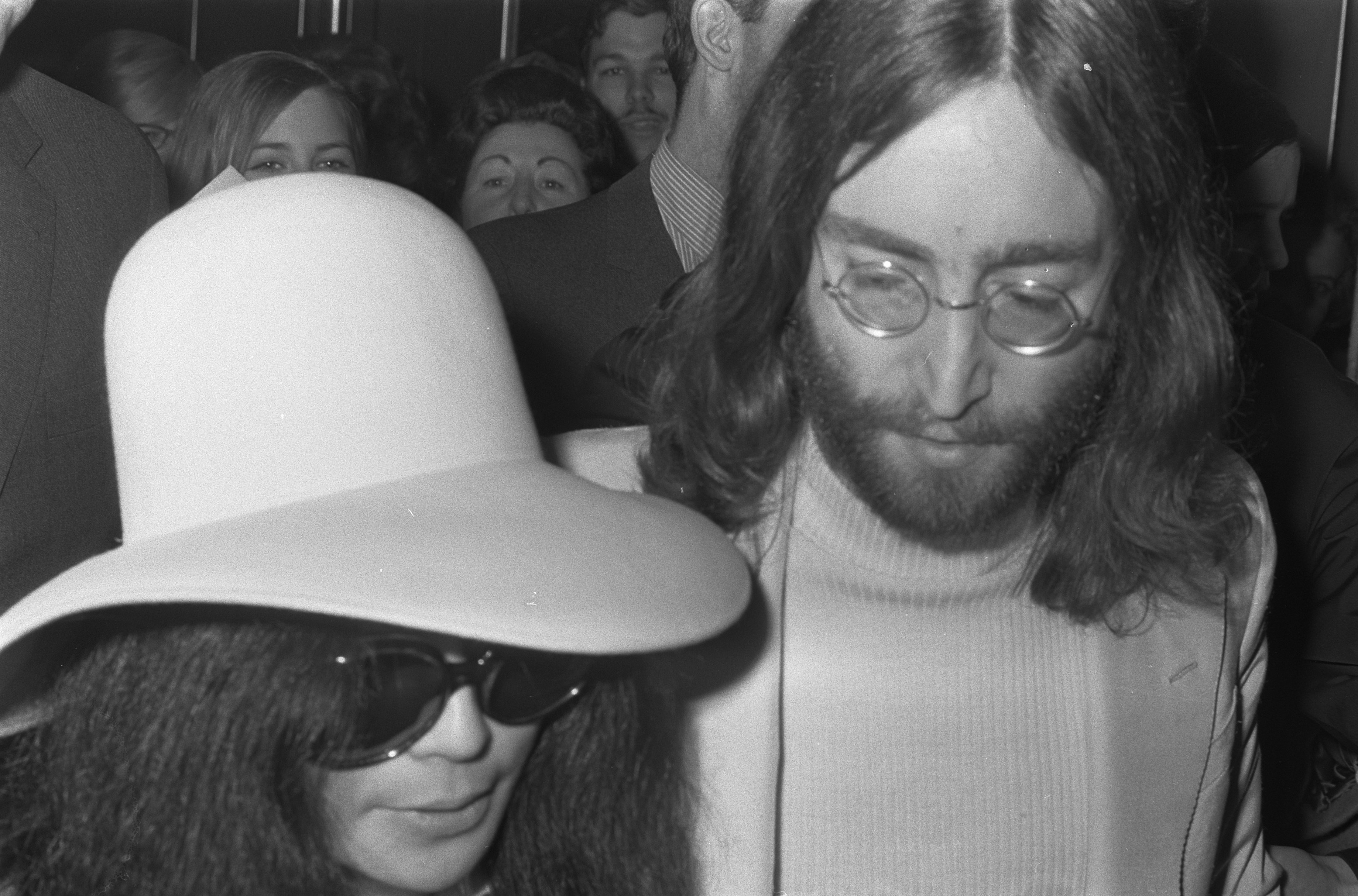
Yoko Ono com John Lennon em Amsterdam

Embora seja constantemente vista pelos fãs como um fator perturbador dentro do grupo, e como elemento de precipitação para o término da banda, Yoko Ono é considerada por muitos como um Quinto Beatle. A artista multimídia começou a frequentar o círculo interno do grupo na época da gravação do White Album, acompanhando seu inseparável companheiro romântico, e mais tarde esposo John Lennon. Porém, sua presença não se limitou à passividade, tendo participado da composição da colagem sonora Revolution 9, com John, Harrison, e o produtor George Martin. Sabe-se também que a artista participou de jams sessions de estúdio com a banda, na mesma época, tendo algumas sido registradas em áudio e video.

### Eric Clapton
Também considerado por alguns como um quinto Beatle, Clapton gravou com a banda tendo participado com um solo de guitarra na faixa While my guitar gently weeps do White Album, escrita pelo seu amigo George Harrison, que na época era casado com Pattie Boyd. Durante o período ambos os músicos eram muito próximos. Eventualmente, Eric Clapton desenvolveu um forte interesse por Pattie que futuramente se tornaria a sua própria esposa.

### Harry Nilsson
O cantor americano Harry Nilsson é considerado como o "Beatle Americano" ou até mesmo "Quinto Beatle" pela sua longa relação amistosa com os Beatles e influência musical entre ambos. Nilsson conheceu os Beatles em 1968, depois que estes ouviram seu álbum "Pandemonium Shadow Show" (John Lennon chegou a ouví-lo por 36 horas), que continha covers de "You Can't Do That" e "She's Leaving Home", e se interessaram pelo trabalho do músico. Eles o chamaram para uma entrevista em Londres e ajudaram-no a impulsionar sua carreira, assim como fez Derek Taylor. Todos os quatro ligaram para Nilsson, dizendo que ele era "fantástico". Em entrevista, quando perguntados sobre quem era seu cantor e banda preferidos, ambos John Lennon e Paul McCartney responderam "Nilsson". Em certa ocasião, disseram que o cover de "Mother Nature's Son", lançado por Nilsson em seu álbum "Harry", era "o melhor cover já feito de uma música dos Beatles". Após o fim da banda, Harry Nilsson permaneceu próximo de seus integrantes, sobretudo de Ringo (que foi padrinho de seu 3º casamento e também atuou junto com Harry em "Son of Dracula") e John (que trabalhou em conjunto com ele, como produtor, em seu álbum de 1974, Pussy Cats), com quem fez parte do famoso "Lost Weekend" de Lennon, quando este se separou temporariamente de Yoko.

## Agentes, empresários e produtor
Alguns personagens do circulo interno da banda são comumente chamados de Quinto Beatle.

### Brian Epstein
Brian Epstein foi o agente da banda de 1961 até sua morte, oficialmente causada por ingestão acidental do barbitúrico Carbitol (remédio para insônia) em 1967, com apenas 32 anos. Contudo Brian havia tentado se suicidar inúmeras vezes antes, sem sucesso. O empresário era secretamente homossexual, numa época em que a prática era considerada como crime no Reino Unido, e acredita-se que esta tenha sido a verdadeira razão de sua morte.
Epstein foi uma figura fundamental para o sucesso do grupo, tendo sido chamado de visionário em virtude de sua percepção do potencial do quarteto. Além de ser o "descobridor" da banda, conseguiu um primeiro contrato de gravação para os Beatles em Londres, em um momento crucial de suas carreiras, livrando-os da imagem de músicos interioranos do norte da Inglaterra.
Sua morte foi vista como o marco inicial da insidiosa separação do grupo. Paul McCartney sintetizou a importância de Epstein para os Beatles em uma entrevista à rede BBC para um documentário sobre Brian : "Se alguém foi o Quinto Beatle, esse alguém foi Brian."  Em 2013 Epstein foi o personagem central de uma graphic novel intitulada The Fifth Beatle by Vivek Tiwary. O livro foi lançado em Novembro de 2013, e figurou diversas semanas na lista de best-sellers do The New York Time, alcançando a posição no. 1 na terceira semana de lançamento.

### George Martin

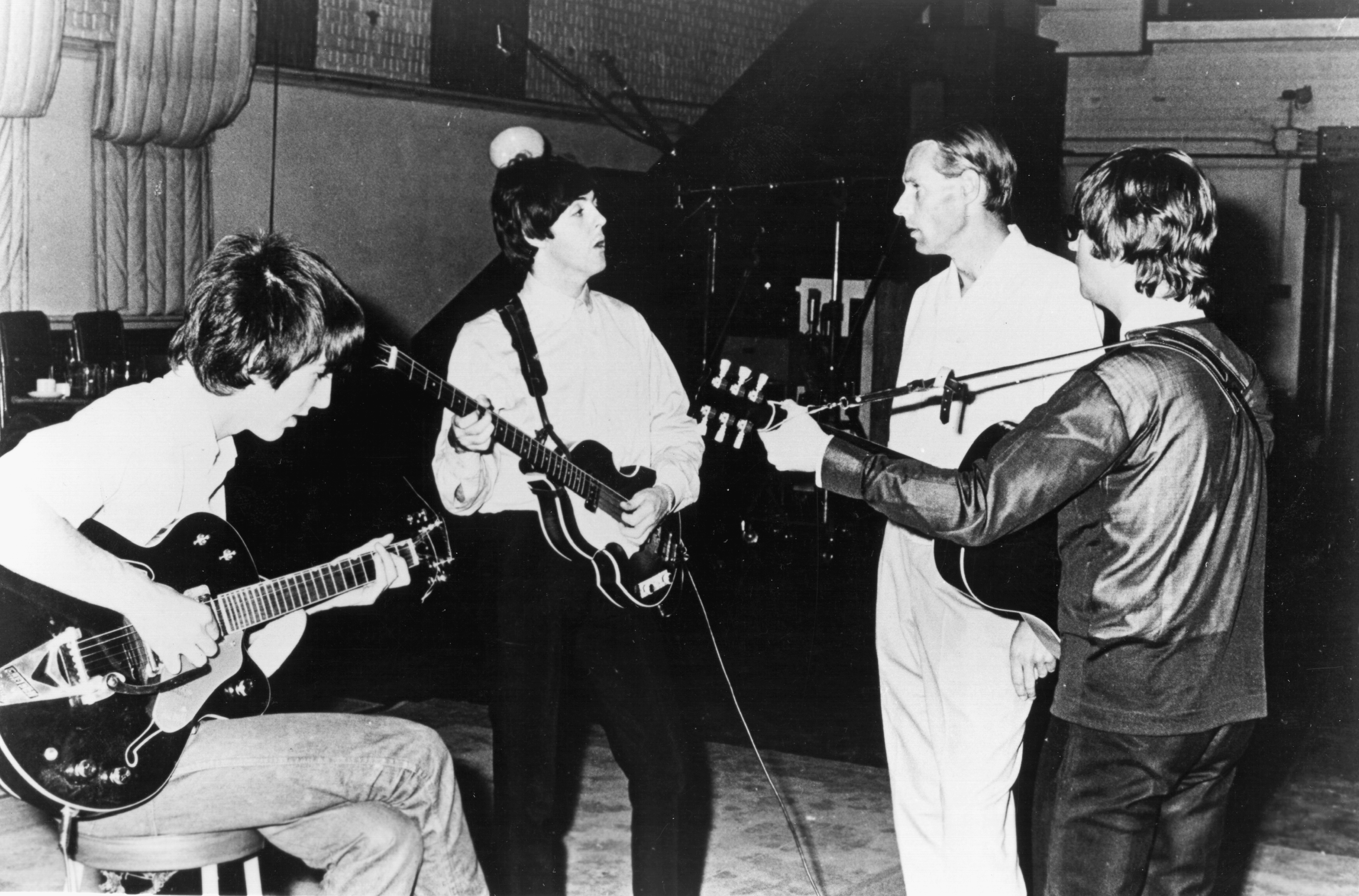
Martin com os rapazes no estúdio, em 1966.

George Martin produziu a quase totalidade das gravações dos Beatles ao longo de sua carreira, e é um Quinto Beatle ao qual o título é constantemente atribuído. Ele já era dotado de treinamento musical extenso, sendo um maestro de considerável experiência musical e de estúdio, em contrapartida ao pouco conhecimento de teoria musical dos rapazes da banda. Martin é considerado o responsável por colocar ordem no caos criativo dos Beatles, e por materializar, de maneira organizada, as idéias musicais do quarteto, tendo acompanhado e influenciado o amadurecimento do grupo, que culminaria na transformação dos quatro em músicos de estúdio, quando desistiram de realizar turnês.
Martin tocou piano em algumas gravações, e escreveu ainda a trilha instrumental do filme Yellow Submarine, além dos arranjos de cordas e sopros para quase todas as canções dos Beatles em questão ( com exceção do trabalho de Phil Spector no disco Let It Be, e da canção "She's Leaving Home", arranjada por Mike Leander). O trabalho de George Martin em "Eleanor Rigby" é amplamente reconhecido e um dos mais emblemáticos do produtor.

### Neil Aspinall

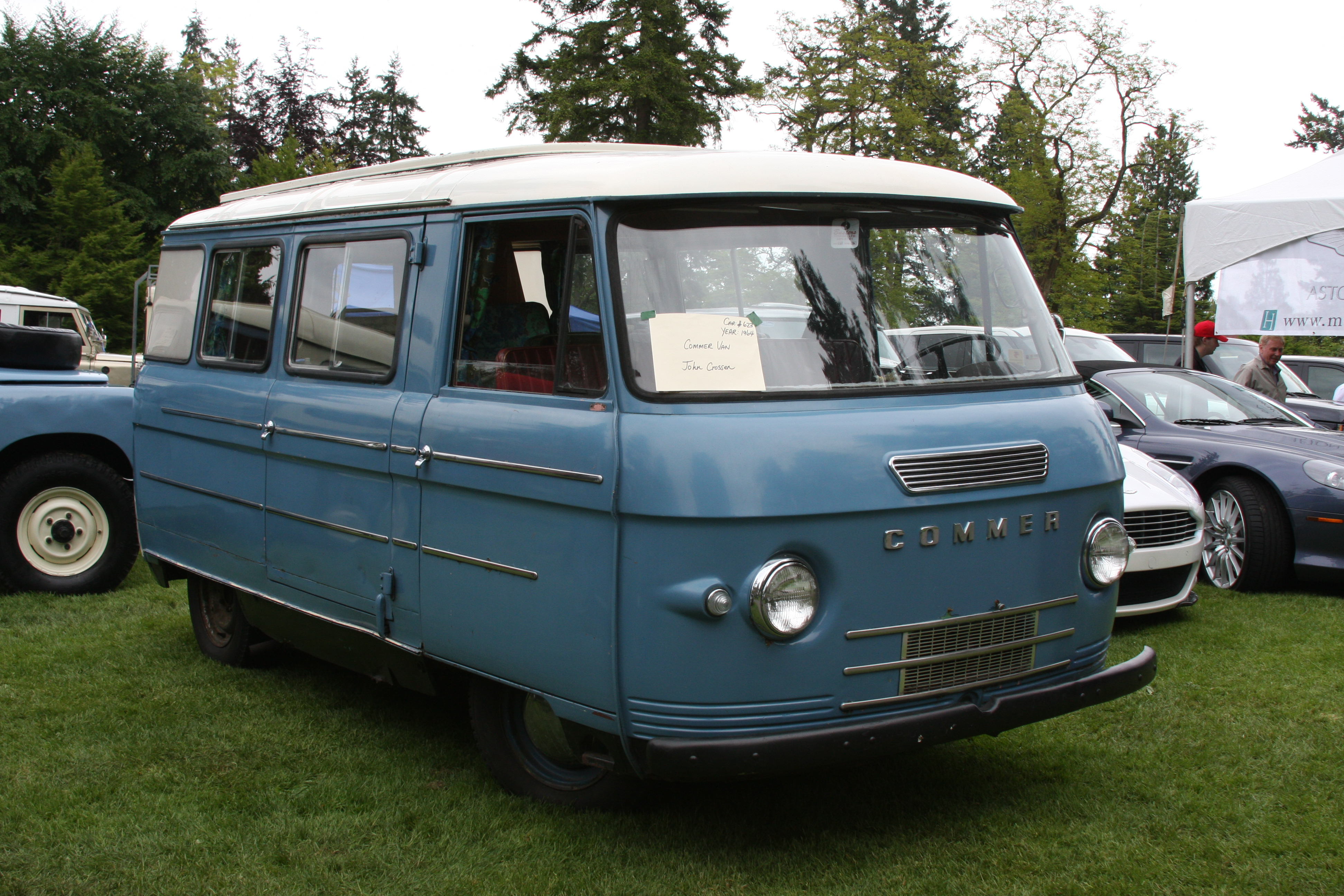
Modelo de Van Commer semelhante à que Aspinall conduzia para os Beatles em turnês do início dos anos 60

Neil Aspinall foi amigo de escola de Paul McCartney e George Harrison, além de amigo pessoal de Pete Best (chegou a morar na casa de Best e a se envolver com a sua mãe, Mona Best, 17 anos mais velha). Aspinall juntou-se aos Beatles em 1961 como agente de turnê, além de dirigir a velha van Commer levando a banda para os concertos, noite e dia. Com a ascensão na popularidade dos Beatles, Aspinall foi promovido a assistente pessoal do grupo, e mais tarde CEO da Apple Corps (posição que ocuparia até 10 de Abril de 2007), onde supervisionava a comercialização das músicas, videos e merchandising do grupo. Ele também serviu como empresário da banda após a morte de Brian Epstein.
Embora não seja um músico, Aspinall realizou contribuições menores em certas gravações do grupo. Ele tocou tambura na canção "Within You Without You", harmonica em "Being for the Benefit of Mr. Kite!", e percussões em "Magical Mystery Tour". Além disso participou, entre outros agregados, do coro de "Yellow Submarine". George Harrison declarou certa vez que Aspinnal, falecido em 2008,  deveria ser considerado o Quinto Beatle.

### Derek Taylor

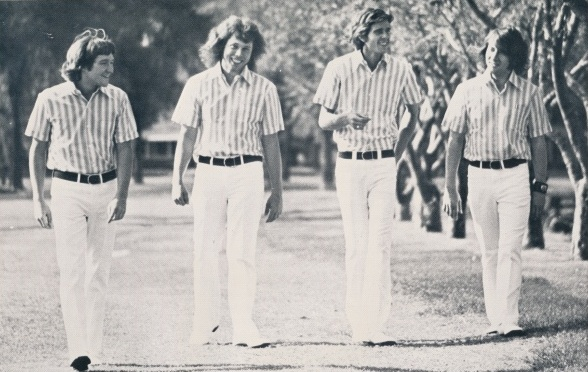
Após trabalhar com os Beatles, Derek mudou-se para a California, onde gerenciou bandas de sonoridade semelhante aos Beatles, como os Beach Boys

Derek Taylor trabalhava para o jornal britânico de circulação nacional Daily Express quando foi designado para escrever uma resenha de um concerto dos Beatles em 30 de Maio de 1963. Como a imprensa de então considerava o quarteto como uma atração temporária e sem muito futuro, esperava-se de Taylor uma crítica negativa. Este, pelo contrário, encantou-se com o grupo e escreveu uma resenha elogiosa. Depois disto, ganhou a simpatia do circulo próximo da banda, e passou a integrá-lo.
Com o aumento na popularidade do grupo, os editores de Taylor criaram uma coluna no jornal, a ser assinada por um dos quatro Beatles, para alavancar as vendas. George Harrison foi o Beatle escolhido, enquanto que Taylor era o ghost writer que escrevia a coluna a partir das histórias contadas por George.
No início de 1964, Brian Epstein tirou Taylor de seu emprego de jornalista, e o contratou para ser o assessor de imprensa da banda, encarregado dos press-releases do quarteto. No final da turnê americana dos Beatles em 1964, Taylor deixou o cargo, indo se instalar na California, tornando-se relações públicas de grupos locais de sonoridade baseada naquela dos rapazes de Liverpool, como The Byrds, The Beach Boys e Paul Revere and the Raiders.
George Harrison escreveu a canção "Blue Jay Way" numa visita que fez em 1967 à Califórnia, em uma noite de neblina em que aguardava a visita de Taylor e de sua esposa ("There's a fog upon L.A./And my friends have lost their way"). Com um pequeno órgão elétrico achado na casa que alugara (número 1567 da rua Blue Jay Way, em West Hollywood), George trabalhou na canção até a chegada do casal.
Em 1968, a pedido de Harrison, Taylor retornou à Inglaterra para trabalhar novamente com os Beatles, como executivo da recém criada Apple Corps, onde se envolveu em diversos projetos da banda. Taylor deixou a Apple em 1970, após o fim dos Beatles e juntou-se ao grupo Warner Music. Ele faleceu em 1997.

## Quintos Beatles de fora do círculo da banda
Alguns indivíduos que não frequentaram o círculo próximo dos Beatles, ou não tiveram ao menos nenhuma ligação com a banda ou um de seus membros, acabaram por serem chamados de Quinto Beatle, seja por auto-designação, seja pela dimensão que a expressão acabou ganhando ao longo dos anos dentro da cultura popular.

### Murray The K
Murray the K era um radialista americano especializado em rock, da cidade de Nova York, em atividade durante as décadas de 50-60-70, e foi um dos primeiros disc-jockeys a tocar as músicas dos Beatles na América, além de ser um ardente fã do grupo. Quando os Beatles chegaram à Nova York para a primeira turnê americana, em 7 de Fevereiro de 1964, Murray foi convidado por Brian Epstein para encontrar a banda. Murray convenceu a direção da sua estação de rádio (WINS) a transmitir o seu programa direto da suíte de um dos Beatles, no Plaza Hotel. Em seguida ele acompanhou o quarteto até Washington, D.C. na ocasião do primeiro show em território americano, além de ter se juntado à banda mais tarde nesta mesma turnê, na ocasião dos concertos em Miami, onde apresentou seu programa direto da suíte de George Harrison.
Murray foi provavelmente a primeira pessoa a ser chamada de Quinto Beatle, segundo ele, por George Harrison, na viagem de trem entre NY e Washington (ao ser barrado no vagão por um segurança, Harrison disse "Tudo bem, ele é o quinto Beatle", e por Ringo Starr, na coletiva de imprensa antes do primeiro show americano, a ser realizado também na capital. Murray passaria a se autodenominar com o título.

### Little Richard
Dono de um estilo extravagante e de pouca modéstia, o músico foi uma grande influência dos primeiros anos do Rock. Richard declarou algumas vezes que ele era o Quinto Beatle original, pois os rapazes copiaram tudo dele, sobretudo Paul McCartney. Quando os Beatles foram admitidos no Hall da fama do Rock, Harrison reconheceu a influência do artista e declarou que "foi tudo culpa dele".

### George Best

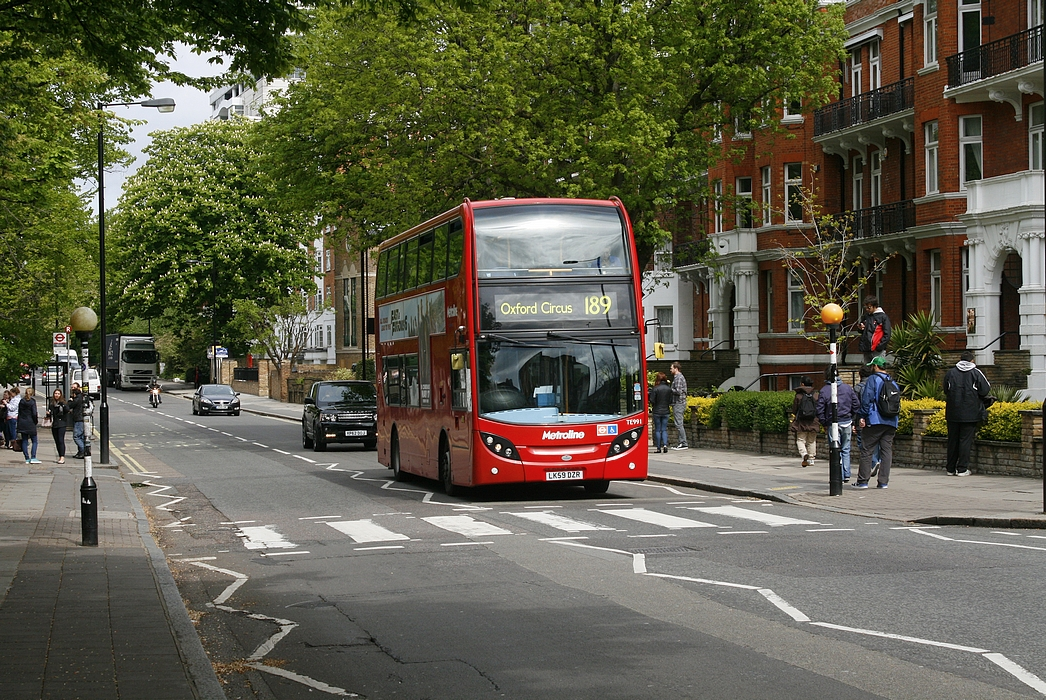
O fusca branco, à esquerda, ao fundo do grupo.

George Best foi um jogador de futebol de nacionalidade irlandesa, que foi chamado primeiramente pela imprensa portuguesa de Quinto Beatle, após marcar dois gols na vitória do seu clube, o Manchester United, por 5–1 contra a equipe do Benfica, no Estádio da Luz, em jogo válido pelas quartas de final da Copa Européia. Best, que possuía um corte de cabelo "Beatle", foi catapultado ao estrelato, e adotou um estilo de vida semelhante a de um astro pop, motivo que levou também a imprensa inglesa a adotar o mesmo título de Quinto Beatle para o jogador.[carece de fontes?]

### Automóvel Fusca  LMW 281F
O automóvel Fusca, que figura na icônica capa do álbum Abbey Road dos Beatles, foi chamado de Quinto Beatle, uma vez que o modelo é conhecido como "Beetle" (besouro) nos países de língua inglesa. Na foto o automóvel branco aparece à esquerda da banda, como elemento participante da composição do quadro. Depois do lançamento do disco, a placa de identificação do carro foi roubada repetidas vezes. Em 1986 o carro foi comprado em um leilão por £2,530, e em 2001 foi exposto em um museu na Alemanha.